# قشن
قشن (به عربی: قشن) یک منطقهٔ مسکونی در یمن است که در استان مهره واقع شده‌است. قشن ۷٬۵۹۵ نفر جمعیت دارد.